# Kevin Nemia
Kevin Nemia (31 luglio 1989) è un calciatore francese, attaccante del Magenta.

## Carriera

### Club
In carriera ha totalizzato complessivamente 16 presenze e 10 reti in OFC Champions League.

### Nazionale
Ha debuttato in nazionale il 1º giugno 2016, in Nuova Caledonia-Samoa (7-0), in cui messo a segno la rete del momentaneo 2-0. Ha partecipato, con la Nazionale, alla Coppa delle nazioni oceaniane 2016. Ha poi giocato un'ulteriore partita in nazionale nel 2019.